# Langau
Langau là một thị trấn ở huyện Horn trong bang Niederösterreich, ở nước Áo. Đô thị này có diện tích 22,21 km², dân số năm 2001 là 763 người.